# Ану Пентик
Ану Пентик (фин. Anu Pentik, полное имя Ээва Аннели Пентикяйнен фин. Eeva Anneli Pentikäinen; род. 3 августа 1942, Куусанкоски, Уусимаа) — финский дизайнер, создательница торгового бренда Pentik; награждена высшей наградой Финляндии для деятелей искусства — медалью «Pro Finlandia» (2014) и государственной премией в области дизайна (2021).

## Творчество
В 1971 году, после назначения супруга Ану Пентик спортивным тренером в Посио, семья переехала на север Финляндии, где художница сначала преподавала искусство керамики на вечерних курсах, а вскоре основала мастерскую по производству керамики Pentik, ставшую позднее известным финским брендом.